# Alf Ramsey

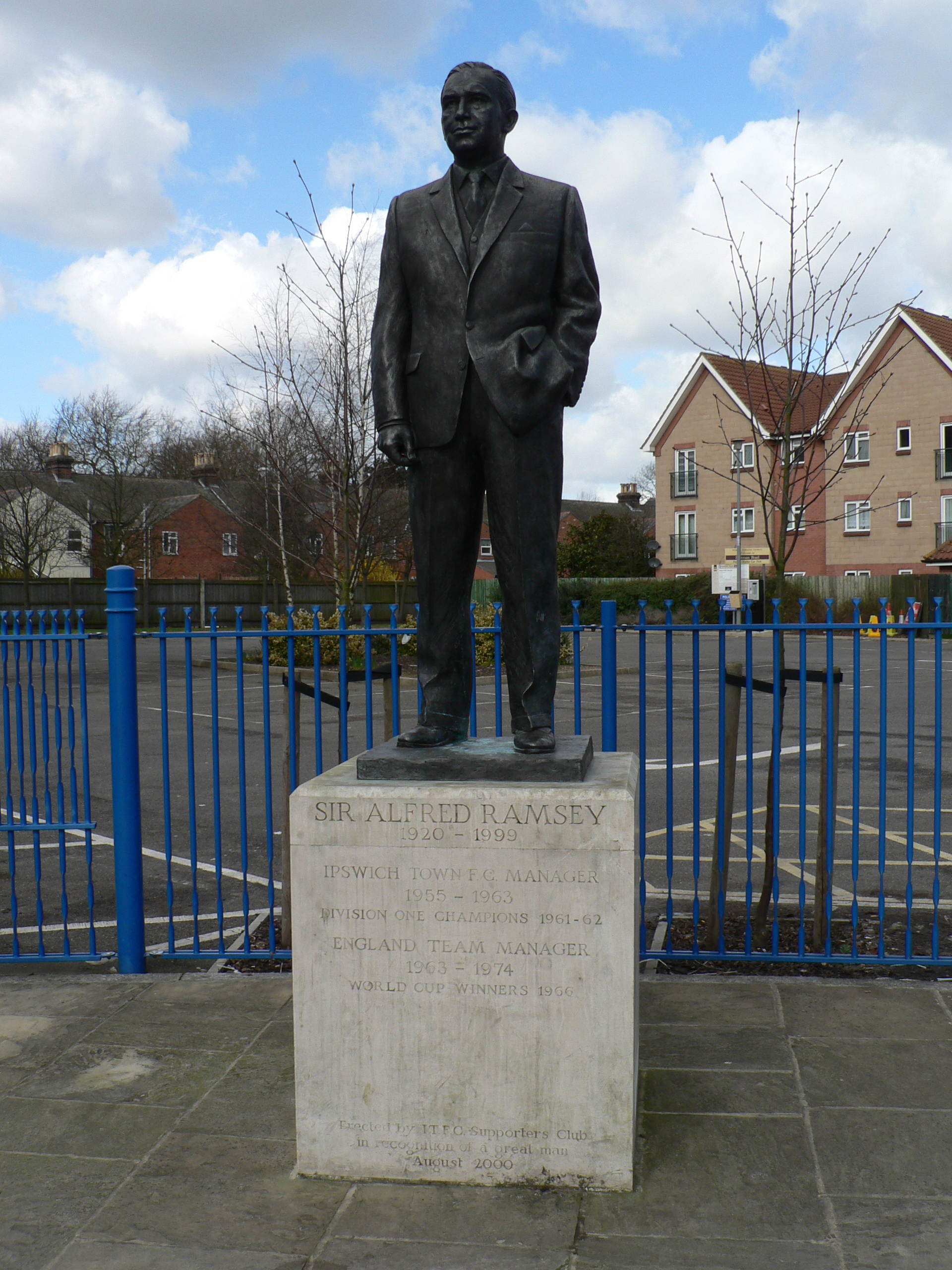
Staty av Alf Ramsey

Sir Alfred Ernest "Alf" Ramsey, född 22 januari 1920 i Dagenham, Essex, Storbritannien, död 28 april 1999 i Ipswich, Suffolk, var en engelsk fotbollsspelare och tränare. Förbundskapten för engelska fotbollslandslaget 1963-1974. Adlad 1967, för sin insats i VM i fotboll 1966.
Hans största framgång var när han ledde England till landets ends VM-titel i fotboll på hemmaplan 1966. Under Ramseys ledning kom laget även trea i EM 1968 och nådde kvartsfinal i VM 1970 och EM 1972. Ramsey spelade 32 A-landskamper för England och spelade i Tottenham när laget blev ligamästare säsongen 1950/51. Ramseys första tränarframgång kom säsongen 1961/62 när han ledde Ipswich Town till ligaseger.